# Станоје Михалџић
Станоје Михалџић (Јасеновац, 4. јун 1892 — Београд, 3. јун 1956) био је српски и југословенски политичар, министар унутрашњих послова Краљевине Југославије од 26. августа 1939. до 8 јула 1940. године и бан Дринске бановине од 10. јула 1940. до 17. априла 1941. године.

## Биографија
Родио се 4. јуна 1892. године у српској породици у Јасеновцу, тада Аустроугарској. Након завршене основне школе у Загребу и средње школе у Будимпешти, дипломирао је на Правном факултету Свеучилишта у Загребу. Током Првог светског рата Михалџић се пријавио као добровољац у Војску Краљевине Србије и борио се на Солунском фронту као резервни поручник.
После рата, Михалџић је обављао дужност шефа полиције у Новом Саду, до премештаја у Суботицу и следећег премештаја у Загреб. Касније је именован за под-бана Савске бановине, а након пензионисања бана Виктора Ружића био је в.д бана Савске бановине. Као шеф полиције у Загребу, спријатељио се са Драгомиром Јовановићем, а био је један од главних покретача и члан многих друштвених, културних и хуманитарних организација у Загребу.
Након Споразума Цветковић-Мачек, нова влада је формирана 26. августа 1939, са Драгишом Цветковићем из Југословенске радикалне заједнице као председником владе и Влатком Мачеком из Хрватске сељачке странке као потпредседником владе. Михалџић је у овој влади именован за министра унутрашњих послова. Михалџић је био слободни зидар и англофил и 1940. године, под маском економске канцеларије у Београду, запослио је групу Словенаца који су шпијунирали за Британце. Нацистичка Немачка извршила је притисак на југословенску владу, објашњавајући да је у влади „превише масона“, а Михалџић је смењен са функције 8. јула 1940. и 10. јула 1940. именован за бана Дринске бановине, а на тој функцији је остао до окупације Краљевине Југославије 17. априла 1941. пред Немачком у Априлском рату.
Према некима, средином 1941. године у Сарајеву су га убили Немци или Усташе због веза с Британцима, а према другима заробили су га Немци, одвели у Грац, где је преживео рат. Његова судбина још увек није позната. Према „Српском биографском речнику” после Другог светског рата је живео у Београду и умро 3. јуна 1956.